# Fatiné
Fatiné è un comune rurale del Mali facente parte del circondario di Ségou, nella regione omonima.
Il comune è composto da 26 nuclei abitati:
- Adamabougou
- Binko-Wéré
- Bola
- Bougoudiana
- Dionfala
- Doma-Wéré
- Fala
- Fatiné-Bamanan
- Fatiné-Marka (centro principale)
- Fatiné-Markadougouba
- Kassorola
- Koba-Sokala
- Koba-Wéré

- Korokounou
- Mama-Wéré
- Niobougou
- Nougouré N'Togosso
- Sakalabougou
- Sinta-Wéré
- Sirimansso-Papala
- Sokoro
- Sonsorouna
- Sossala
- Tatrima
- Togona Djibougou
- Wetta